# Markizivka, Zolotonoșa
Markizivka (în ucraineană Маркізівка) este un sat în comuna Drabivți din raionul Zolotonoșa, regiunea Cerkasî, Ucraina.

## Demografie
Componența lingvistică a localității Markizivka
     Ucraineană (97,16%)
     Rusă (1,7%)
     Română (1,14%)
Conform recensământului din 2001, majoritatea populației localității Markizivka era vorbitoare de ucraineană (97,16%), existând în minoritate și vorbitori de rusă (1,7%) și română (1,14%).